# グロスター・ラグビー
グロスター・ラグビー（英: Gloucester Rugby）は、イングランドのグロスターに本拠地を置くラグビーユニオンクラブである。プレミアシップに所属。愛称は、クラブカラーからチェリー・アンド・ホワイツ。

## 歴史
1873年に創設された。1891年までは地元クリケットクラブとともにスパ・グラウンドを本拠地として使用していたが、ウェールズのスワンジーRFCとの試合に向けた練習の際に氷を解かすために塩を撒いて芝を損傷させたことでスパを去ることとなり、現在のキングスホルム・スタジアムがある場所に土地を購入し、以来本拠地として使用している。
ラグビーユニオンがプロ化した後の1997年には元レーシングドライバーで実業家のトム・ウォーキンショーがクラブのオーナーとなった。翌年から元フランス代表で選手としてもグロスターでプレーしていたフィリップ・サンタンドレがクラブを率い、1999-2000シーズンにはプレミアシップで3位となりハイネケンカップに出場、準決勝に進出するもレスター・タイガースに敗れた。
2002-03シーズンにはリーグ戦1位となるもプレーオフ決勝でワスプスに屈し、タイトル獲得とはならなかった。2005-06シーズン、ハイネケンカップの下部大会であるヨーロピアンチャレンジカップで優勝した。また2006-07、2007-08シーズンとプレミアシップでリーグ戦を1位で終えたがいずれもプレーオフで敗れている。
2013年11月、欧州遠征中の日本代表(JAPAN XV)と対戦し40対5で勝利した。2014-15シーズンにはヨーロピアンラグビーチャレンジカップにおいて決勝でエディンバラに勝利し2回目の優勝を果たした。

## タイトル
- アングロ・ウェルシュカップ - 5回 (1971-72、1977-78、1981-82、2002-03、2010-11)

- ヨーロピアンラグビーチャレンジカップ - 2回 (2005-06、2014-15)

## スコッド
2024-25シーズンのスコッド（2024年8月現在）
| フッカー - セブ・ブライク - ジョージ・マクグイガン - ジャック・シングルトン プロップ - ジャマル・フォード＝ロビンソン - キリル・ゴトフツェフ - シアラン・ナイト - アルフィ・ペッチ - ヴァル・ラパヴァ＝ルスキン - マイコ・ビバス ロック - マティアス・アレマノ - アーサー・クラーク - フレディ・クラーク - キャメロン・ジョーダン - フレディ・トーマス | フランカー/No.8 - ルアン・アッカーマン - ジャック・クレメント - ルイス・ラドロー - ザック・マーサー - ハリー・タイラー - ジョーディー・レイド - アルバート・ティッシュ スクラムハーフ - チャーリー・チャップマン - キャオラン・アングルフィールド - スティーブン・バーニー - トモス・ウィリアムズ フライハーフ - チャーリー・アトキンソン - ガレス・アンスコム | センター - セブ・アトキンソン - クリス・ハリス - ロイス・ヒールマン＝クーパー - マックス・ルウェリン ウイング - ジャコブ・モーリス - オリー・ソーレイ - クリスティアン・ウェード フルバック - ジョージ・バートン - サンティアゴ・カレラス |
| | | |
| はキャプテン。 | | |

## 歴代所属選手
- アレキ・ルツイ(Aleki Lutui)…トンガ代表38キャップ、現在はアンプティルRUFCに所属。
- トゥクルア・ロコツイ(Tukulua Lokotui)…トンガ代表28キャップ、2011年・2015年W杯出場。
- サム・アンダーヒル(Sam Underhill)…イングランド代表18キャップ、現在はバースに所属。
- ジョン・アフォア (John Afoa) …ニュージーランド代表36キャップ。現在はブリストル・ベアーズに所属。
- モトゥ・マトゥウ (Motu Matu'u) …サモア代表22キャップ。現在はロンドン・アイリッシュに所属。
- アラスデア・ディッキンソン(Alasdair Dickinson)…スコットランド代表58キャップ、2011年・2015年W杯出場。
- アカプシ・ンゲラ (Akapusi Qera) …フィジー代表65キャップ、2007・2011・2015年W杯3大会出場。
- アラスデア・ストロコッシュ(Alasdair Strokosch)…スコットランド代表47キャップ、2011・2015年W杯出場。
- シオネ・カラマフォニ (Sione Kalamafoni) …トンガ代表37キャップ。現在はレスター・タイガースに所属。
- ダン・ノートン(Dan Norton)…リオ五輪の7人制イギリス代表で銀メダル獲得。
- シラ・プアフィシ (Sila Puafisi) …トンガ代表31キャップ。
- ジェームズ・フック (James Hook) …ウェールズ代表81キャップ、2007・2011・2015年W杯3大会出場。
- マリアノ・ガラルサ(Mariano Galarza)…アルゼンチン代表26キャップ、現在はバイヨンヌに所属。
- デイビッド・ハライフォヌア (David Halaifonua) …トンガ代表37キャップ。現在はロンドン・スコティッシュFCに所属。
- マット・スコット(Matt Scott)…スコットランド代表39キャップ、現在はエディンバラに所属。
- ジョニー・メイ(Jonny May)…イングランド代表56キャップ、現在はレスター・タイガースに所属。
- ロス・モリアーティ(Ross Moriarty)…ウェールズ代表45キャップ、現在はドラゴンズに所属。
- シーマス・ケリー(Seamus Kelly)…アメリカ代表23キャップ、2015年W杯出場。
- トム・サベッジ(Tom Savage)…チームの元主将、現在は東京サントリーサンゴリアスに所属。
- フランコ・モスタート(Franco Mostert)…南アフリカ代表39キャップ、現在はHonda HEATに所属。
- コーラム・ブラレィ(Callum Braley)…イタリア代表8キャップ、現在はベネットン・ラグビーに所属。
- ウィリー・ハインツ(Willi Heinz)…イングランド代表13キャップ、現在はウスター・ウォリアーズに所属。
- ウィアン・コンラディ(Wian Conradie)…ナミビア代表17キャップ、現在はニューイングランド・フリージャックスに所属。
- サンティアゴ・ソシノ(Santiago Socino)…アルゼンチン代表6キャップ、現在はSUアジャンに所属。
- ベン・モーガン(Ben Morgan)…イングランド代表31キャップ、2015年W杯イングランド代表。
- ジェイク・ポッレードリ(Jake Polledri)…イタリア代表20キャップ、現在はゼブレ・パルマに所属。
- ジョニー・メイ(Jonny May)…イングランド代表78キャップ、現在はソヨー・アングレームXVシャラントに所属。
- アダム・ヘイスティングス(Adam Hastings)…スコットランド代表30キャップ、現在はグラスゴー・ウォリアーズに所属。
- ギオルギ・クヴェセラゼ(Giorgi Kveseladze)…ジョージア代表61キャップ、現在はFCグルノーブルに所属。
- ルイス・リース＝ザミット(Louis Max Rees-Zammit)…ウェールズ代表32キャップ、現在はNFLのカンザスシティ・チーフスに所属。